# ジョニー (GUILTY GEAR)
ジョニー (JOHNNY) は、2D対戦格闘ゲーム「GUILTY GEARシリーズ」に登場する架空の人物。
担当声優は若本規夫。

## 設定
- 空賊「ジェリーフィッシュ快賊団」のリーダーで、抜刀術「幻影博文派燕月剣」の免許皆伝者。左利き。サングラスに黒い帽子、上半身裸に黒いコートを羽織った姿が特徴。髪型はポニーテールの一本結びに近い結び方で纏めていたが、『XrdR[1]』ではポニーテールを切り落とした髪型となっている。
- 所々でおちゃらけているが、彼には彼なりのダンディズムがあり、いざという時は非常に頼りになる人物。様々な知識に精通し、立場上は敵対関係にあたる聖騎士団のカイ・キスク、ツェップのガブリエル大統領とも交流するなどの幅広い人脈を持つ。
- 13歳の時に父親をギアに殺され、そのショックから自閉気味に陥った時期がある。だが、ジョニーの他にも戦災孤児が大勢いて、彼らが自分と同様の悲しさを背負っている事が分かると彼は精神を回復し、やがて父親のような愛情を与えられる人間になりたいと感じ、快賊になる事を決意する。またこのことは誰にも口外していない。
- 趣味はいい女を探すこと。その女好きのなせる技か、快族団のメンバーはメイやディズィーをはじめ、団員は年齢・種族を問わず皆女性である。その反面、ΛC+のストーリーモードにおいて、「俺の船は基本的に男子禁制」と発言しており、男性にはシビアな態度を取る[2]。しかし決して男性嫌いというわけではなく、『Xrd』でのストーリーモードでは自らの頭の違和感から奇病と言われたことで突如船から降りて行方不明になったメイを保護したチップに感謝の意を述べたり、非常時ではメイの治療を依頼したファウストも自らの船に乗船させた。
  - ミリアや梅喧を勧誘しているが、悉く失敗している。
  - 男子であるブリジットに関してはメイの友人ということもあり、艦への搭乗を許している。当初は女子と思い込み快賊団への勧誘を行ったが、男子であることを知った時は「男を口説くとは一生の不覚」と呟き、以来トラウマとなっており、再会時には「これが男か・・・もったいない」と心の中で呟いていた。また、『XrdR』でベッドマンの一撃必殺技を受けた際の台詞に、この件を意識したものが用意されている。
  - テスタメントに対しては、ディズィーの元保護者という関係上、対応が柔らかい。テスタメントは厳密には男性ではないが、ジョニーは本人を男性と認識した上で「船に遊びに来い」と自ら招待している。
- カイとは交流が深く、立場は対立しているが事件があれば協力し合っている。カイはジョニーの器量を認めているが立場上、ジレンマが生じている。
- 大型ギアを片手で押さえ込んだり、脱出不可能とされる次元牢を余裕で脱出するなど、戦闘能力が高い。
- 『パチスロ ギルティギア ヴァステッジ』においては、髭を蓄えた姿になっている。
- デザインは『怪傑ゾロ』、『ハイランダー 悪魔の戦士』のコナー（クリストファー・ランバート）に影響されている。キャラクターイメージはロカビリーとリーゼント。ちなみに、カイに対する勝ち台詞は『快傑ズバット』の有名な台詞が元ネタ。

## ストーリー
GUILTY GEAR X
自身の信念、「全ての孤独に疲れている者を救う」。噂になっているギア（ディズィー）がそうなのか、それを確かめるために彼はギアの元へ向かう。「魔の森」についたジョニーが見たものはソルに敗れたディズィーであった。密猟者との争いなど、心身ともに疲弊しきった彼女をジョニーは快賊団に迎え入れることにする。
GUILTY GEAR XX
カイと共に、終戦管理局の追跡を始める。また、メイに真実を語るか否かで悩む。
GUILTY GEAR Xrd
ジェリーフィッシュ快賊団とは別に一時的に単独行動を取っており、先述通りファウストに奇病を発症したメイの治療を依頼。『XrdR』ではメイ達の元へ帰還し、琴慧弦およびファウストと落ち合うため仲間たちと共に異変が起こり始めたジャパニーズコロニーへ向かう。

## ゲーム中の性能
リーチが長く、判定の強い通常技を活かした牽制とグリター イズ ゴールド・構えキャンセルを絡めた画面端でのラッシュが強力。連続技の威力も高く、一発逆転が狙えるキャラクター。また、高い防御力のほか根性値も闇慈、梅喧についで高いため倒されにくいのも特徴。
弱点はダッシュが一定距離を進むステップタイプなため機動力が低く、主要連続技に難しいものがあり、ガードを崩しにくいこと。
機動力に関してはマッハダッシュというテクニックがあり、ダッシュ後の硬直をフォルトレスディフェンスでキャンセルすることにより、通常のダッシュより高い機動性を発揮することもできる。
GOLDモードでは、ダッシュが高速化し、ミストファイナーがほぼ全てのキャラクターに対し一撃必殺の威力を誇るようになる。

## 技の解説

### 必殺技
バッカスサイ [GGX~] (FRC)
刀から霧を発生させる技。この霧が相手に当たると一定時間ミストファイナーがガード不能になる。
ミストファイナー [GGX~,EX]（⇒構えキャンセル・前方・後方移動orステップorジャックハウンド）
コマンド入力で構え、ボタンを離すと任意の方向に居合斬りを放つ。Pで上段、Kで中段、Sで下段。
レベルが上がるごとに発生が早くなり、LV2は追撃が可能に、LV3で多段技に変化。
また＃RELOAD以降、レベル上昇に伴い構えるまでの時間が短くなるように。
EX版はカウンター技であり、構えてから一定時間以内に攻撃を受けるとダウン復帰不能になる。
ミストファイナー・上段 [GGX~,EX] (FRC)
斜め上45度を斬る。LV1は主に牽制、LV2以降は連続技に使用。LV2はSLASH以降壁バウンドを誘発するように。
ミストファイナー・中段 [GGX~,EX] (FRC)
真横に斬る。LVに限らず連続技に使用される。GGX時のLV1は真上に浮かしていたが、GGXX以降は真横に吹っ飛ばす。
LV2はSLASHまで真上に打ち上げるものだったが、ΛCからスライドダウンに変更。
ミストファイナー・下段 [GGX~,EX] (FRC)
相手の足元を斬る。GGX時のLV1は発生が早く連続技に使用されたが、XX以降発生が遅く使用頻度が下がった。
LV2は中段同様真上に浮くので連続技に使用される。ΛCでは自分の手前に吹っ飛んで来るように変更。
前方・後方移動 [GGXX~,EX]
前後にじりじりと移動する。
前後ステップ [#RELOAD~,EX]（⇒ジャックハウンド（前方のみ））
高速で一定距離を移動する。見た目は一瞬消えるが無敵状態ではない。
構えキャンセル [GGX~,EX]
構えるのをやめ、通常の状態に戻る。通常技をキャンセルしてミストファイナー構え、構えの状態から構えキャンセルを素早く行うことで通常技の技後のスキを減らすことができる。
グリター イズ ゴールド [GGX~,EX]
コインを投げる技。ヒットするごとにミストファイナーのLVが1あがる（最大3）。
各ラウンド8回までと使用制限が決められており、距離は短いものの隙が少なく、主に牽制・固めに使用される。
『XrdR』では後述の覚醒必殺技「トレジャーハント」の追加によって、コインの代替物を補充可能になったことで使用制限は実質的に解消された。
ディバインブレイド [GGX~,EX] (FRC)
移動と追加の二段技。移動はSLASHまでは低い放物線、ΛCでは山形の軌道を描きながら前方に飛んで行き、追加入力で真下に火柱を発生させる。GGXX以降主に連続技の中継に使用される。
空中ディバインブレイド [GGX~,EX] (FRC)
移動はなく、いきなり真下に火柱を発生させる。
燕穿牙 [XX~,EX]
酒瓶を放り投げ、真っ二つにした後返す刀で炎を纏った斬撃を決める空中必殺技。
空中連続技の締めに使用される他、しゃがみガードできないのでガード崩しにも使用される。
ジャックハウンド [SLASH,EX]
構えた後、高速で移動しすれ違いざまに相手を斬る技。ヒット時はよろけを誘発する。またミストファイナー構え時、ステップ時にも出す事が出来、通常・構え・ステップの順で性能が上がっていく。ΛCでフォースブレイク専用技に変更。
EX版はカウンター技に変更。
キラージョーカー [ΛC] (FRC)
ディバインブレイド同様2段技。移動後追加入力で斜め下を斬る。
空中キラージョーカー [ΛC] (FRC)
ディバインブレイド同様いきなり斜め下を斬る。空中では1回しか出せないがフォースロマキャン後は空中での行動制限が解除される。
H.I.T.S. [EX]（⇒叩き落し）
斜め上に勢いよく飛びつつ蹴りを決める技。出始めに無敵時間があるので切り返しに使用。
叩き落し [EX]
H.I.T.S.からの追加入力による派生技で、ディバインブレイドのモーションで相手を地面に叩きつける。
ツヴァイハンダー [XrdR]（空中可）
空中からの火柱を引き起こす蹴り攻撃。性質はディバインブレイドに似ており、空中コンボの締め技としてよく使われる。

### フォースブレイク
ジャックハウンド [ΛC]
モーションは必殺技の時と変わらないもののやられ時間が伸び、追加攻撃に派生可能。
追加攻撃 [ΛC]
元いた位置に高速で戻りつつ斬る。ヒットするとダウンを奪え、ミストファイナーのレベルが1上がる。

### 覚醒必殺技
「それが俺の名だ」 [GGX~]
刀で相手を「J」に斬る技。発生も早く長い無敵時間があり、隙も少ない高性能技。弱点は姿勢が低くなる技には一方的に負けてしまうこと。演出上ヒット後は必ずジョニーが左、相手が右の位置になる。
雲張の居合 [EX]
空中覚醒必殺技。斜め下に斬り相手を浮かした後、納刀を合図に相手にダメージを与える技。
連続技の他、しゃがみガード不可なのでガード崩しにも使用。
トレジャーハント [XrdR]
高速突進してすれ違いざま斬撃を引き起こし、ヒットすると相手の大切なものを奪い取る。奪った相手の大切なものはグリター イズ ゴールドのストックに2個追加される。
タメ可能であり、最大タメ時はストックが3個に増加。

### 一撃必殺技
ジョーカートリック[GGX~]
カードを地面に水平に投げ、相手をカードに閉じ込め斬る技。カードを投げる位置が高いためキャラによっては当たり辛い。
『XrdR』では薙ぎ払いがヒットすると、投げたカードを追って相手ごと居合で斬る演出に変更された。

## テーマミュージック
- Liquor Bar & Drunkard（GGX~SLASH）
- Original Bet (XrdR)

## ステージ
- MAY SHIP（X~）
- MAY BEACH：メイビーチ（ISUKA） - メイが絶海の孤島の名を勝手に付けたとの事。
- MAY SHIP II[3]（XrdR）

## その他
- 技の名前にもある「雲長」はジョニーの師匠の名前で、本名は雲長博文。先代の抜刀術「幻影博文派燕月剣」の伝承者でもある。
- グリター イズ ゴールドはジョニーのお小遣いで、コインにはジョニーの頭文字「J」が彫られている。